# 釜山江西警察署
釜山江西警察署（プサンガンソけいさつしょ）は、釜山地方警察庁所管の警察署である。

## 管轄区域
- 江西区

## 沿革
- 1994年1月22日 - 北部警察署から分離新設
- 1996年1月18日 - 庁舎竣工

## 組織
- 署長
  - 聴聞監査官
- 警務課
  - 警務係
  - 経理係
  - 情報通信係
- 生活安全課
  - 112信号センター
- 捜査課
  - 科学捜査チーム
- 警備交通課
  - 警備対策係
  - 交通捜査係
  - 交通安全係
  - 交通管理係
- 情報保安課
  - 情報係
  - 保安係
  - 外事係

## 管轄派出所

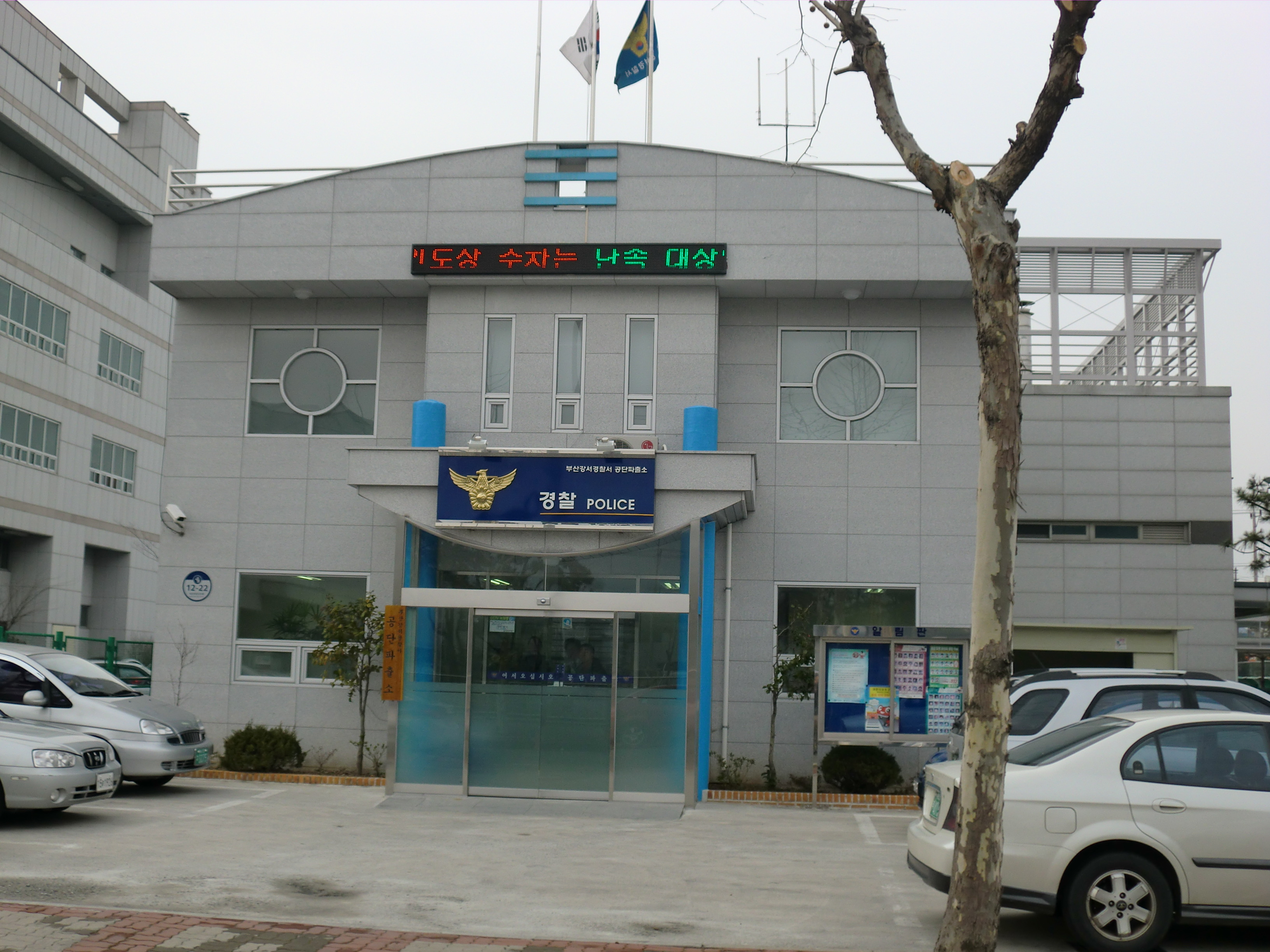
工団派出所

- 大渚派出所
- 空港派出所
- 菉山派出所
- 江東派出所
- 駕洛派出所
- 天加派出所
- 工団派出所

## 管轄治安センター
- 鳴旨治安センター